# Коандэ, Константин
Константин Коандэ (рум. Constantin Coandă; 1857, Крайова, Валахия — 1932, Бухарест, Румыния) — румынский государственный и военный деятель, профессор, дипломат.

## Биография
С 1912 по 1913 год — принимал участие в Балканских войнах.
С 1914 по 1917 год — во время Первой мировой войны румынский военный представитель при Ставке Верховного главнокомандующего российской армией.
В 1917 году — представитель Румынии при Украинской Центральной Раде в Киеве (УНР).
С 24 октября по 29 ноября 1918 года — возглавил румынское переходное правительство: от прогерманского кабинета А. Маргиломана до либерального И. Бретиану. Был Премьер-министром Румынии и Министром иностранных дел Румынии.
С 1918 по 1920 год — делегат от Румынии на Парижской мирной конференции. Один из руководителей Народной партии генерала А. Авереску.
8 декабря 1920 года — был ранен в результате взрыва бомбы, заложенной террористом Максом Голдстейном.
С 1920 по 1921 год — президент Сената Румынии.
С 1926 по 1927 год — президент Сената Румынии.
Прошёл путь от солдата до генерала и политика. Он достиг звания генерала в Румынской Армии, и позднее стал профессором математики в Национальной Школе мостов и дорог в Бухаресте. Среди его семи детей был Анри Коанда, первооткрыватель эффекта Коандэ.